# غوردون نوري
غوردون نوري (بالدنماركية: Gordon Norrie)‏ هو جراح دنماركي، ولد في 6 مايو 1855، وتوفي في 11 أكتوبر 1941.